# 이무 선생 묘 및 신도비
이무 선생 묘 및 신도비는 경기도 고양시 덕양구 주교동에 있는 무덤이다. 1986년 6월 16일 고양시의 향토문화재 제8호로 지정되었다.

## 개요
묘는 정경부인(貞敬夫人) 윤씨(尹氏)가 합폄되어 있으며 주교동 원당중학교 뒤편의 영글이산 기슭에 위치한다. 묘 앞의 석물로는 상석 외에 석양(石羊), 장명등 및 문인석 2쌍과 망주석 1쌍이 배치되어 있다. 정조(正祖_ 9년(1785)에 건립된 백대리석 묘갈의 규모는 높이 138cm, 두께 20cm, 너비 65cm이다. 묘소의 입구에는 고종 15년(1878) 10월에 건립한 신도비가 있으며 너비 66cm, 두께 35cm, 높이 174cm 규모의 오석으로 옥개와 기단을 갖추었다. 또한 신도비 옆에는 1976년에 후손들이 건립한 영모비(永慕碑)가 있는데 귀부와 이수를 갖추고 있다. 이무는 조선 초기의 문신으로 자는 돈부(敦夫)이며 호는 중정(中亭)이다. 본관은 단양(丹陽)으로, 판서 이거경(李居敬)의 아들이다. 조선 개국 후 개성윤(開城尹), 도체찰사(都體察使), 참찬문하부사(參贊門下府使), 판삼군부사(判三軍府事), 우정승(右政丞), 영승추부사(領丞樞府事), 우정승(右政丞) 겸(兼) 판병조판사(判兵曹判事) 등을 역임하였다. 태종 2년(1402)에는 김사형(金士衡), 이(李)회와 함께 지리적 지식을 수집하여 세계 최초의 세계지도인 『혼일강이역대국지도(混一疆理歷代國之圖)』를 제작하여 세계에 대한 인식을 새롭게 하는데 큰 업적을 남겼다. 그후 태종 8년(1408) 병으로 사직하였으나 민무구의 옥사에 연루되어 창원에 유배되었다가 죽주(竹州)로 이배 도중 괴한들에 의하여 피살 당하였다. 뒤에 신원(伸寃)되었으며 시호는 익평(翼平)이다.

## 같이 보기
- 이무

## 참고 문헌
- 이무선생묘 및 신도비 - 고양시의 문화관광 - 향토유적